# Nastjärnarna
Nastjärnarna är en sjö i Härjedalens kommun i Hälsingland och ingår i Ljusnans huvudavrinningsområde.